# Ozubené kolo

Ozubené kolo

Protože se větší kolo točí pomaleji, je jeho kroutící moment větší

Ozubené kolo je disk, který má po obvodu tvarově definované ozubení, které zapadá do jiného ozubeného kola s odpovídajícím ozubením a přenáší tak mechanickou energii mezi hřídelemi nebo otočnými součástkami stroje. Takto zabírající kola nazýváme ozubeným soukolím. Ozubené kolo je základní konstrukční součástí převodovek a dalších strojů.
Ozubená kola jsou strojní součásti, jimiž se převádí točivý pohyb a přenáší mechanická energie z jednoho hřídele na druhý. Používají se především pro převody se stálým poměrem a s malou osovou vzdáleností hřídelů.
Vyrábějí se především z oceli, ale i z dalších materiálů. Pro lehké převody je možno ozubená kola vyrábět z plastů (např. hračky).
Ozubená kola se vyrábějí několika způsoby, viz Výroba ozubených kol.

## Historie
V roce 300 př. n. l. popisoval starověký řecký filozof Aristoteles řešení bronzových nebo litinových ozubených kol k přenosu rotačního pohybu v Mechanických problémech. Asi 150 př. n. l. řecký vynálezce Gutisibios rovnoměrně vložil kolíky na okraj kruhového stolu, aby je spojil s kolíkovým kolem a využil pro gravírování. V této době byla vyroben Mechanismus z Antikythéry pro simulaci pohybu planet a využíval diferenciální převody (tj. nelineární přenos otáčení). V roce 100 př. n. l. alexandrijský vynálezce Herron vynalezl počítadlo kilometrů a použil v něm převody. V 1. století našeho letopočtu byla převodovka použita také v mlýně na vodní kola od římského architekta Pidobise.

## Použití

### Převody

Planetové soukolí

- převod momentu síly, příklad výpočtu momentu: M = 9550 × P / n [Nm; kW, min-1] [ujasnit]
- změna osy nebo směru otáčení
  - přenos kroutícího momentu mezi různoběžnými osami
  - přenos kroutícího momentu mezi mimoběžným osami
  - změna pohybu z otočného na přímočarý nebo opačně s ozubeným hřebenem

### Převod ozubenými koly
- Převod ozubenými koly může být jednoduchý nebo složený.

#### Jednoduchý převod
Jednoduchý převod se skládá z dvojice kol, zpravidla z malého (pastorek) a velkého ozubeného kola. Dvě vzájemně zabírající kola se také nazývají jednoduché soukolí.

#### Složený převod
Složený převod je převod, kdy je v záběru více dvojic ozubených kol. Je-li v záběru několik dvojic kol, nazýváme toto soukolím složeným. Hřídel uvnitř složeného převodu bez vnějšího výstupu se nazývá předloha.

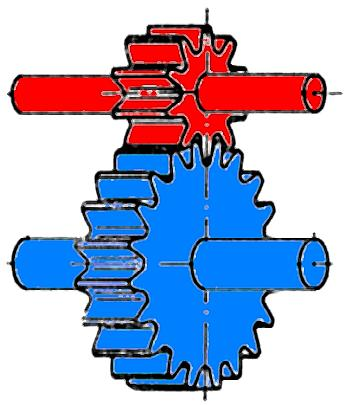
Jednoduchý převod
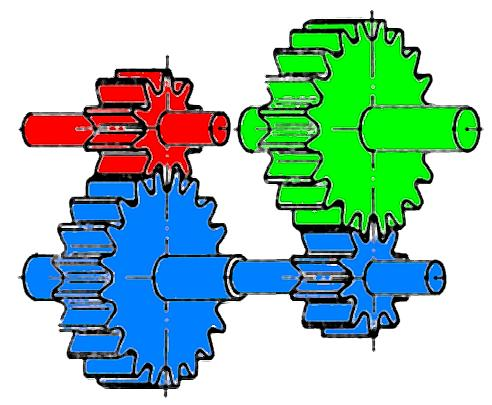
Složený převod

## Rozdělení ozubených kol

### Podle vzájemné polohy os (hřídelí)
- rovnoběžné osy: (čelní soukolí s vnějším nebo vnitřním ozubením)
  - s vnějším ozubením
  - s vnitřním ozubením
- různoběžné osy: (soukolí kuželová, úhel může být i jiný než 90°)
- mimoběžné osy: (šroubová soukolí válcová, soukolí šneková, soukolí hypoidní)

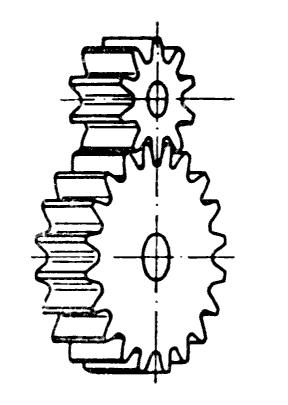
Rovnoběžné osy, vnější ozubení, přímé
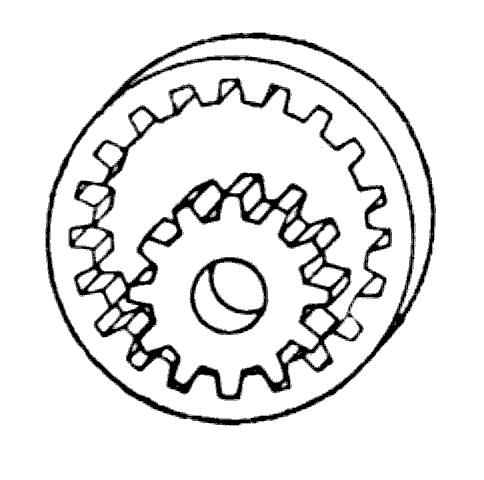
Rovnoběžné osy, vnitřní ozubení, přímé
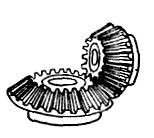
Různoběžné osy, vnější ozubení, přímé
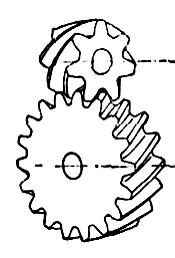
Mimoběžné osy, vnější ozubení, šikmé
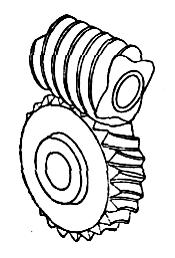
Mimoběžné osy, vnější ozubení, šnekové
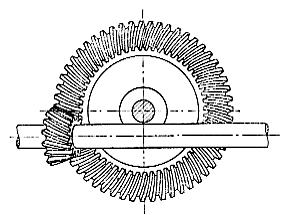
Mimoběžné osy, vnější ozubení, hypoidní

### Podle průběhu zubů
- čelní kola: s přímými, šikmými, šípovitými, zakřivenými zuby
- kuželová kola: s přímými, šikmými, šípovitými a zakřivenými zuby

Poznámka:
- šípové ozubení je složení dvou šikmých ozubení (levé a pravé)
- znak automobilky Citroen nese znázornění šípovitého ozubení

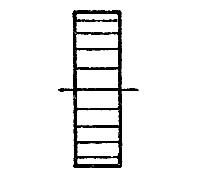
Čelní kolo, přímé zuby
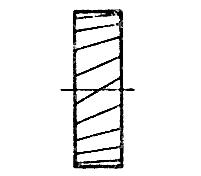
Čelní kolo, šikmé zuby
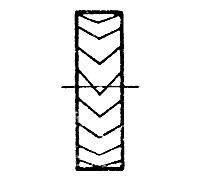
Čelní kolo, šípovité zuby
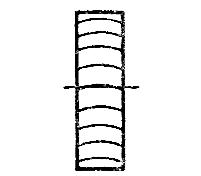
Čelní kolo, zakřivené zuby
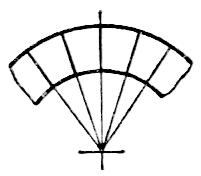
Kuželové kolo, přímé zuby
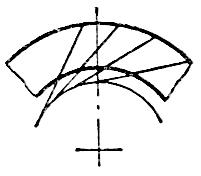
Kuželové kolo, šikmé zuby
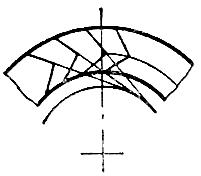
Kuželové kolo, šípovité zuby
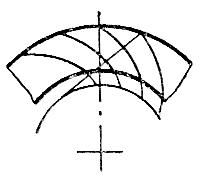
Kuželové kolo, zakřivené zuby

### Podle kinetických poměrů
- valivá soukolí: boky zubů se po sobě „odvalují“
- šroubová soukolí: boky zubů se o sebe „otírají“

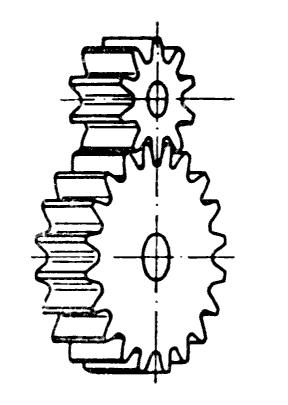
Valivé soukolí
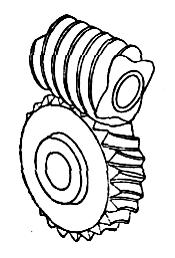
Šroubové soukolí

## Požadavky na ozubená kola

### Rovnoměrný přenos otáček
Při rovnoměrném otáčení hnacího kola se musí i hnané kolo otáčet rovnoměrně.

### Minimalizace ztrát
Ztráty vznikající mechanickým třením musí být co nejmenší.

### Volba profilu boku zubu
Tyto požadavky mají vliv na volbu profilu boku zubu. Nejrozšířenějším profilem boku zubu je s evolventními boky zubů, v některých případech s cykloidními boky zubů. Rozšířené je i použití Novikových kruhových boků zubů.
Požadavku stálosti převodového poměru vyhovuje evolventa a cykloida, požadavku k vyloučení odchylky vypočítané vzdálenosti (teoretické) os, splňuje jen evolventa.
Z hlediska mechanických ztrát při pohybu je výhodnější cykloida.
Výrobní nástroj pro evolventu je jednodušší, rozdíly účinnosti při použití evolventy a cykloidy nejsou velké a nedostatky evolventních boků zubů je možno kompenzovat korekcemi.

### Profily boků zubů
- Evolventní – nejčastější
- Cykloidní
- Žebrové – např. starých mlýnech
- Hypoidní
- Kruhový oblouk (Wildhaber-Novikovovo ozubení) Jediný „Kruhový oblouk“ nesplňuje „Základní zákon ozubení“, ale i přesto se používá pro svůj příznivý stykový poměr.

## Geometrie zubu

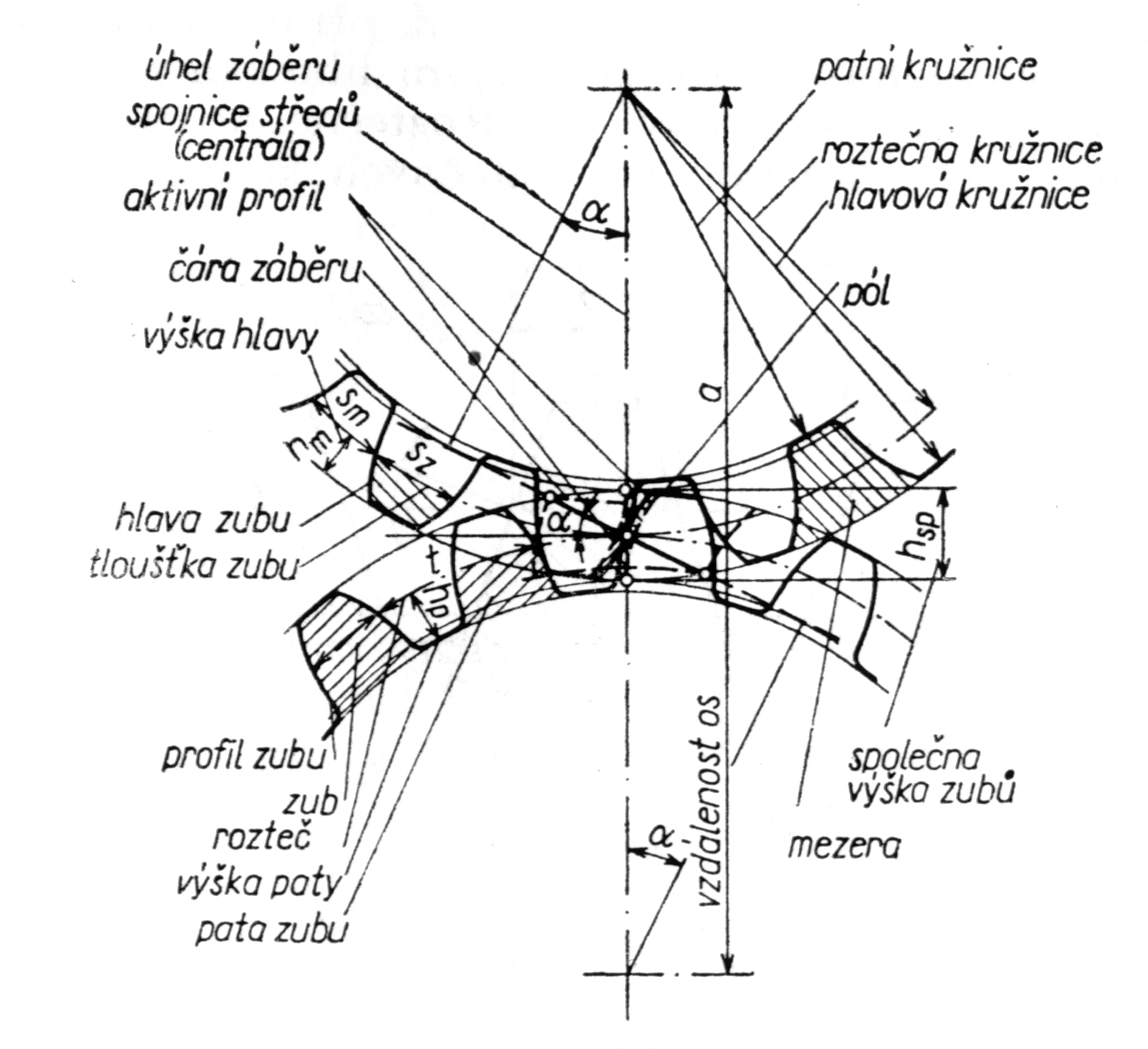
Geometrie zubu

### Základní pojmy geometrie
| Základní profil                  | geometrický tvar, jehož odvalováním vzniká profil zubu. U evolventního ozubení má lichoběžníkovitý tvar. |
| Vzdálenost os:                   | délka přímé spojnice hřídelů dvou vzájemně zabírajících kol |
| Profil zubu:                     | tvoří boky a oblouk hlavové kružnice |
| Aktivní profil:                  | (pracovní délka profilu) je část obrysu boků zubů, která přichází do záběru |
| Zubová mezera:                   | prostor mezi dvěma protilehlými boky dvou sousedních zubů |
| Výška zubu:                      | skládá se výšky hlavy a výšky paty zubu, rozmezí mezi hlavou a patou zubu je tvořena roztečnou kružnicí |
| Tloušťka zubu a velikost mezery: | jsou definovány obloukem na roztečné kružnici |
| Rozteč:                          | je součet tloušťky zubu a velikosti mezery na roztečné kružnici |
| Modul:                           | poměr průměru roztečné kružnice (v mm) a počtu zubů; základní míra všech ozubení |
| Roztečná kružnice:               | rozděluje zub a mezeru stejným dílem (u hřebene tato kružnice přechází v přímku), u běžného ozubení je totožná s kružnicí valivou, u korigovaného soukolí není totožná, její průměr se vypočítá jednoduše jako modul * počet zubů |
| Hlavová kružnice:                | kružnice opisována na hlavě zubů ( u vnějšího ozubení je vně, a u vnitřního ozubení je vevnitř) |
| Patní kružnice:                  | omezuje paty zubových mezer |
| Pól:                             | je bod ležící na spojnici středů kol, který dělí vzdálenost obou os v poměru převodového poměru |
| Dráha záběru:                    | je čára, po které se pohybuje dotykový bod zabírajících zubů, u evolventního ozubení je dráhou záběru přímka, která je tečnou k základní kružnici obou kol                                                                        |
| Úhel záběru:                     | je úhel mezi normálou ke střednici a čárou záběru. Obvykle se používá úhel 20° (výjimečně 30° nebo 15°) |
| Hlavová vůle:                    | (radiální) je rozdíl mezi výškou hlavy a patou zubu (podle způsobu výroby) |
| Boční vůle:                      | je nejmenší vzdálenost nezabírajících boků zubů dvou kol v okamžiku záběru protilehlých boků a je měřena kolmo k bokům zubů (na druhé záběrové čáře)                                                                              |

### Běžná geometrie
Běžná geometrie (běžné ozubení) je ozubení, při němž libovolné ozubené kolo daného modulu může zabírat s jiným libovolným kolem stejného modulu při normální vzdálenosti os. Roztečné kružnice obou kol se dotýkají a zuby obou kol jsou na roztečných kružnicích stejně tlusté.

### Korigovaná geometrie
Korigovaná geometrie je změna tvaru ozubení, používaná např. k zesílení paty, zmenšení skluzu, k dosažení potřebné vzdálenosti os a dalších úprav. Korigované ozubené kolo může pracovat v záběru s korigovaným ozubeným kolem opačné korekce.

## Průběh přenosu síly

Evolventní

Na obrázku je zobrazen průběh přenosu síly přes boky zubů podle úhlu natočení.
Na animovaném obrázku je znázorněn příklad pro evolventní ozubení, kdy kolo na levé straně je hnací, kolo na pravé straně je hnané.
Podle úhlu natočení se mění bod na boku ozubení, přes který se přenáší síla.
Ačkoliv vzniká dojem, že dochází k pohybu (skluzu) přenášené síly, směr přenosu síly je stále po stejné přímce.

## Typy ozubených kol

### Čelní kola

#### S přímými zuby
Čelní kola s přímými zuby jsou nejčastěji používaná ozubená kola. Přímé zuby jsou učeny pro rovnoběžné osy hřídelů. Profily zubů jsou odvozené od výše uvedeného, ale u skutečných kol je nutno provést prostorové úpravy (kola mají určitou šířku, místem dotyku ozubení není bod ale přímka).

Při konstrukci soukolí je požadován určitý převodový poměr i = n1/n2. Poměr je možno měnit pouze v celých číslech na straně ozubených kol (vždy celý počet zubů na obvodu kola) i = z2/z1.

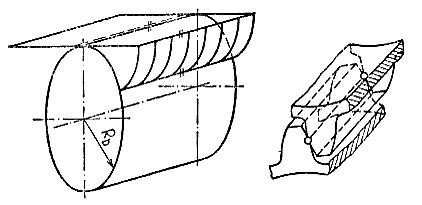
Prostorový tvar přímého ozubení
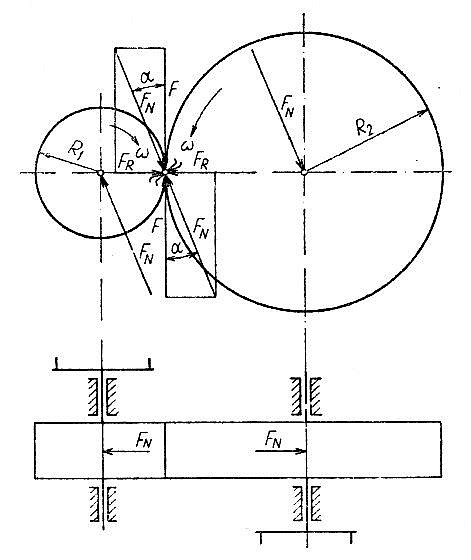
Silové poměry přímého ozubení

#### Se šikmými zuby
Čelní kola s šikmými zuby mají tu výhodu, že mají plynulejší a delší záběr, tišší chod a menší mezní počet zubů. Nevýhodou je vznik axiální síly. Zuby tvoří šroubovici, která má u spoluzabírajících kol opačný smysl.

#### Se šípovitými zuby
Čelní kola se šípovitými zuby mají stejnou výhodu jako kola s šikmými zuby, ale nevznikají zde axiální síly, neboť je eliminuje symetrická konstrukce sešikmení ozubení.

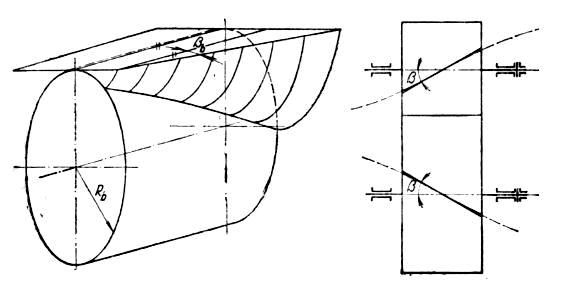
Prostorový tvar šikmého ozubení
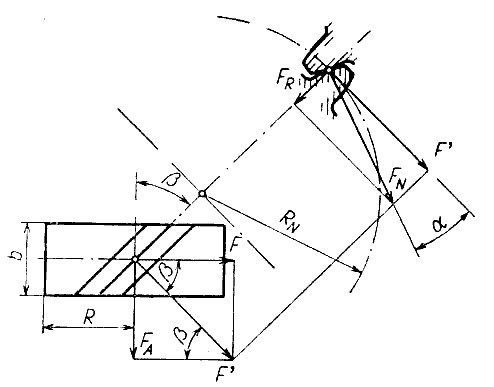
Silové poměry šikmého ozubení
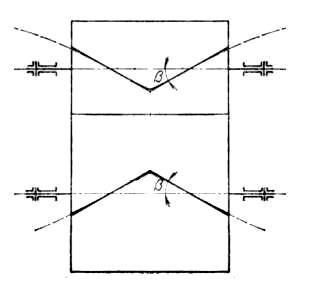
Geometrie šípovitého ozubení
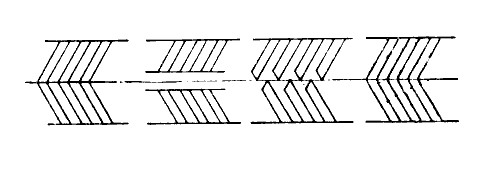
Různé druhy šípovitého ozubení

#### Se šikmými Wildhaber-Novikovými zuby
Čelní kola s šikmým Novikovým ozubením, tedy ozubení s kruhovými boky určené pro převody velkých výkonů, má velkou účinnost a mnoho dalších předností. Principiálně toto ozubení s kruhovým profilem nevyhovuje základním požadavkům ozubení jako evolventní nebo cykloidní.
Pro konstrukci tohoto ozubení je možno použít jen šikmých zubů z hlediska geometrie přenosu záběru.

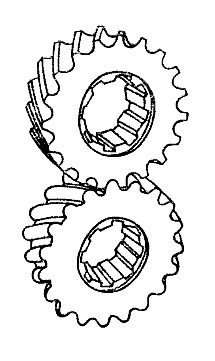
Wildhaber-Novikovo zubení

#### S vnitřním ozubením
Čelní kola s vnitřním ozubením se konstruují jako věnec, na jehož vnitřní straně je ozubení, do kterého zapadá pastorek. Na rozdíl od jiných ozubení je směr otáčení obou ozubených kol shodný.

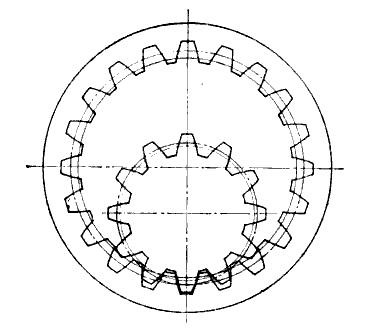
Vnitřní zubení
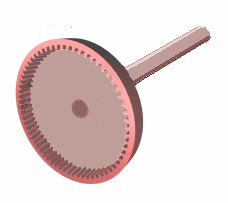

### Kuželová kola

#### S přímými zuby
Kuželová kola s přímými zuby se používají pro různoběžné osy hřídelů se společným průnikem os. Ozubení se šikmými zuby je složitější než u čelních ozubení. Místo evolventního profilu zubu se používá i oktoidní, které se snáze vyrábí.

#### Se šikmými zuby a šípovitými zuby
Kuželová kola se šikmými zuby mají příznivější provozní charakteristiky podobně jako u čelního ozubení a lépe se přizpůsobují deformacím hřídelů za provozu. Tento typ ozubení není příliš používán, pouze v případech, kdy jsou rozměry kol větší, než dovoluje geometrie strojů pro výrobu zakřiveného ozubení.

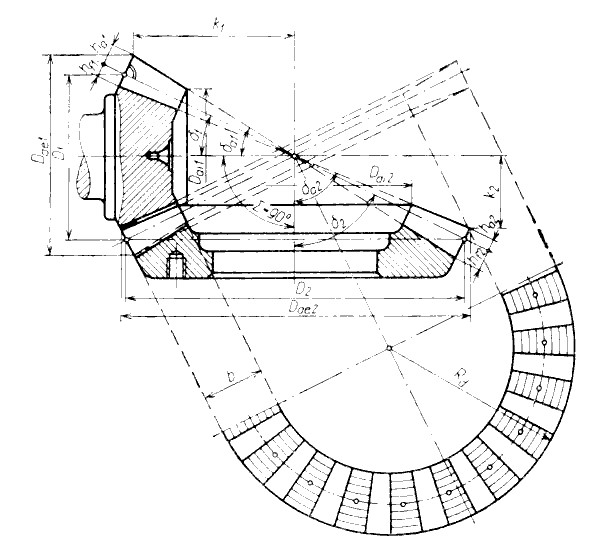
Kuželové kolo s přímými zuby
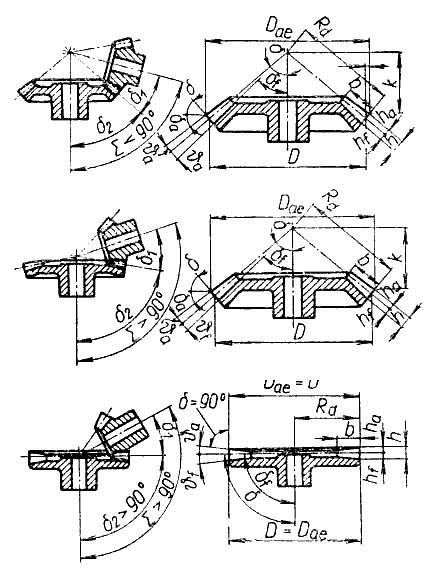
Různé řešení úhlu os hřídelí
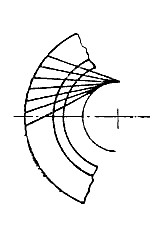
Kuželové kolo se šikmými zuby
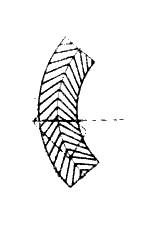
Kuželové kolo se šípovitými zuby

#### Se zakřivenými zuby
Kuželová kola se zakřivenými zuby se také nazývají se spirálními zuby a mají příznivější provozní charakteristiky podobně jako u čelního ozubení a lépe se přizpůsobují deformacím hřídelů za provozu. Provedení ozubení kola se člení následovně:
- kruhově spirální (Gleason), provedení jako obloukové ozubení nebo hypoidní ozubení
- paloidní (Klingelnberg)
- eloidní/epicykloidní (Öerlikon)

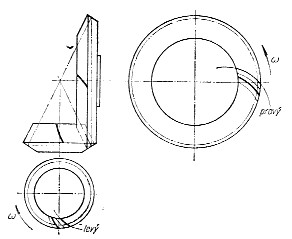
Kuželové kolo se zakřivenými zuby
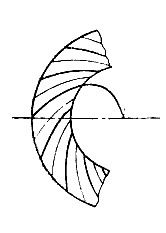
Kuželové kolo se spirálními zuby
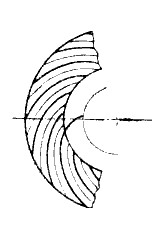
Kuželové kolo se zuby evolventními a palloidními
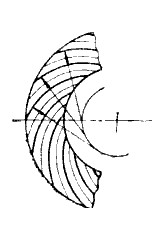
Kuželové kolo s kruhovými obloukovými zuby

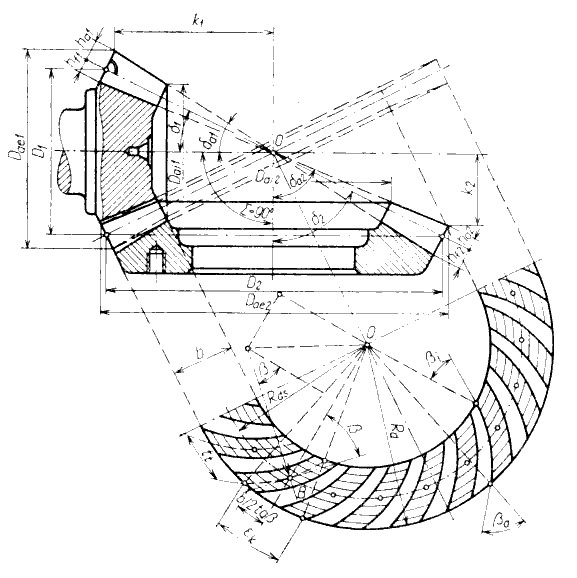
Kuželové kolo systému Gleason
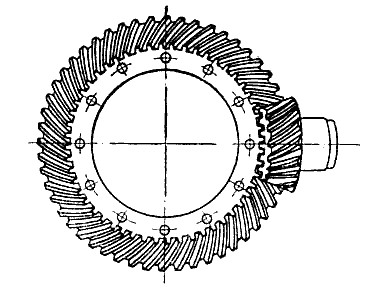
Kuželové kolo systému Gleason
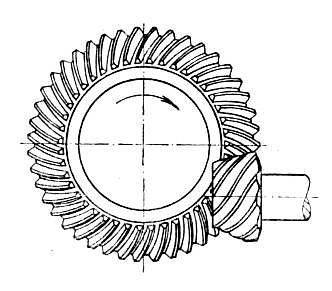
Kuželové kolo systému Gleason, hypoidní ozubení

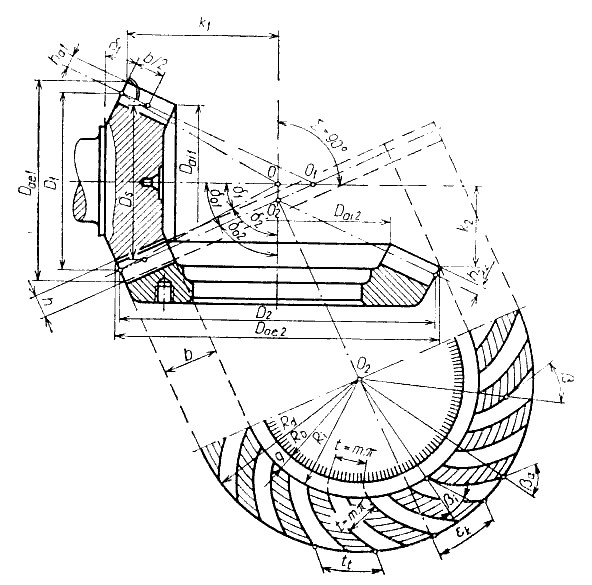
Kuželové kolo s paloidním ozubením systému Klingelnberg
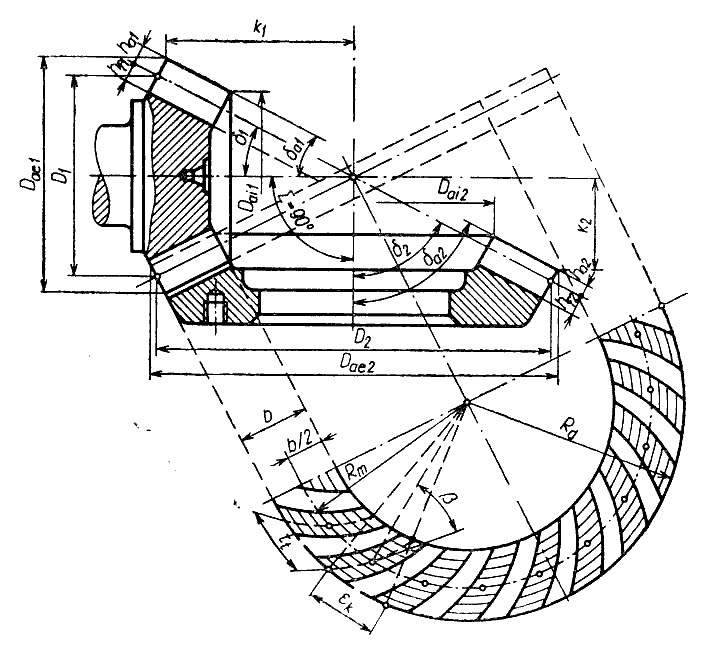
Kuželové kolo s eloidním ozubením systému Öerlikon

### Šroubové soukolí
Šroubové soukolí je ozubené soukolí pro mimoběžné osy hřídelů, protože při otáčení vzniká posun, tj. šroubový pohyb. Takovéto soukolí je možno vytvořit pouze, jsou-li kola částmi rotačních hyperboloidů. Pokud v přenosu kroutícího momentu nastává situace, kdy je jedno kolo střídavě hnací i hnané, volí se úhel vyklopení pro obě kola stejný (β1 = β2 = 45°) nebo alespoň velmi blízký 45°.
Přiblížení: šroub může při otáčení přenášet na matici posun, obráceně matice při posunu a při nevhodném úhlu nemůže vyvodit otáčivý pohyb šroubu, neboť dojde k samosevření převodu.'

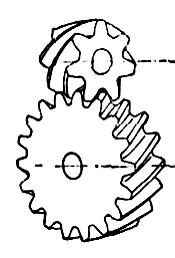
Šroubové soukolí pro mimoběžné osy
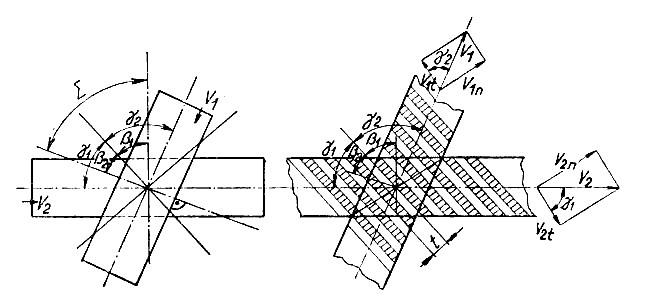
Geometrie šroubového soukolí

### Šnekové soukolí

Animace šnekového soukolí

Šneková soukolí jsou určena pro převody mezi mimoběžnými hřídeli s úhlem 90°. Umožňují dosáhnout velkých převodových poměrů. Nevýhodou je nižší účinnost oproti čelním nebo kuželovým soukolím. Šneková soukolí se člení na dvě skupiny:
- s válcovým šnekem a válcovým kolem (používá se hlavně v jemné mechanice)
- s válcovým šnekem a globoidním kolem
- s globoidním šnekem i kolem (dokáží přenést až trojnásobný výkon než předchozí)

#### Šnek soukolí
Šnek soukolí může být různého provedení:
- podle orientace – se stoupáním pravým i levým
- podle počtu chodů – jednochodý, dvouchodý … 12-chodý.
- podle profilu – spirální (Archimédův) / obecný / evolventní / konkávní
- s duplexním šnekem – rozdílné stoupání pravého a levého boku zubu

#### Kolo soukolí
Kolo soukolí je protikusem šneku, do kterého zapadá ozubením (podobné kolu se šikmými zuby)
- podle orientace – se stoupáním pravým i levým
- nerozlišuje se počet chodů jako u šneku
- podle profilu – spirální (Archimédův) / obecný / evolventní / konkávní

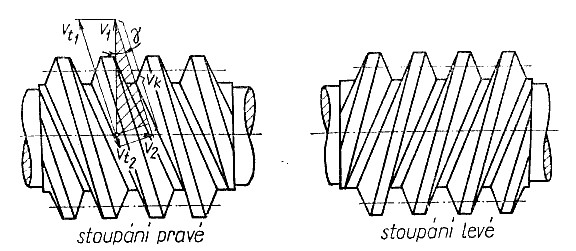
Orientace stoupání
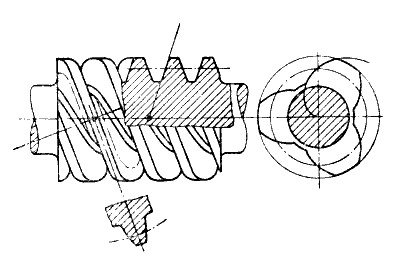
Archimédův 3-chodý šnek
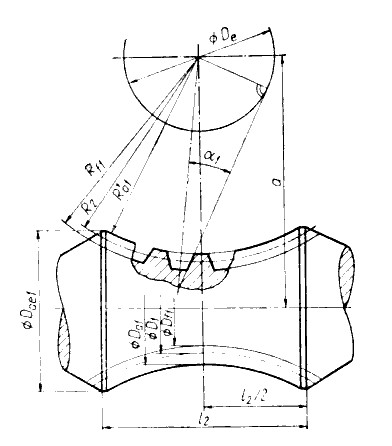
Konkávní šnek
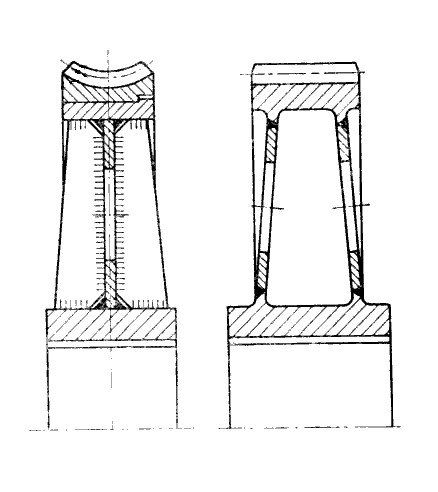
Konkávní a válcové kolo

## Převody
- Prosté
- Šroubové
- Ozubnicové (tyčové)
- Planetové

## Modul
Modul je poměr průměru roztečné kružnice a počtu zubů. Je to základní katalogový údaj u ozubených kol. Modulem se určuje „hrubost“ (nebo „jemnost“) ozubení, a tedy hlavně velikost ozubeného kola.
Ozubená kola v určitém převodu musí mít stejný modul
Modul se vybírá podle výkonu, který musí dané kolo přenášet. Protože modul určuje velikost nástroje na výrobu ozubení, jsou velikosti modulu stanoveny normou.
- Větší modul je pro větší výkon
- Menší modul pro menší velikost (a zčásti i větší přesnost)

Modul m se vypočítá:
{\displaystyle m={\frac {p}{\pi }}={\frac {D_{a}}{z+2}}={\frac {D}{z}}}
kde:
- p je zubová rozteč – obvodová vzdálenost dvou sousedních zubů (jejich os) na roztečné kružnici
- Da je průměr hlavové kružnice
- D je průměr roztečné kružnice
- z je počet zubů

Každý zub má dvě části:
- Hlava – velikost hlavy je rovná modulu
- Pata – také rovná modulu plus pracovní vůle

Hlavová vůle může být od 10 % do 50 %, ale nejčastěji 25 % modulu.
Boční vůle (vůle v zubech) se volí větší u větších otáček, snižuje však přesnost u změny směru otáčení („mrtvý chod“, převod chvíli nereaguje).
Vzdálenost os dvou ozubených kol D se vypočítá:
{\displaystyle D=m{\frac {z_{1}+z_{2}}{2}}}
kde:
- z1, z2 – počet zubů kola 1 a 2
- m – modul

## Ozubená kola v přírodě
V roce 2013 byl mechanismus ozubeného soukolí objeven u nymf drobného druhu hmyzu Issus coleoptratus zvaného svítilka nebo křísa a sice v kloubech jejích nohou.

## Minimální počet zubů

Planetové soukolí s 6 evolventními zuby v záběru

Kola s 2 × 1 evolventním zubem v záběru. Mimochodem, evolventa je podmnožinou cykloid.

Nejnižší počet evolventních zubů 2 byl dosažen použitím dvou kol o jednom zoubku, navzájem otočených o 180°. Nejnižší dosažený počet zubů u planetového soukolí je 6. Autorem obou je Jan Kokeš.

#### Technologie
- Výroba ozubených kol

#### Přímé aplikace použití
- Automatická převodovka
- Diferenciál
- Převodovka (obecný popis)
- Manuální převodovka
- Nápravová převodovka
- Planetová převodovka
- Reduktor
- Rozvodovka
- Synchronizovaná převodovka

#### Odvozené aplikace
- Ozubnicová dráha – přenos síly mezi ozubeným kolem a ozubeným hřebenem
- Zubové čerpadlo – pouze jako princip funkce, nikoliv k přenosu síly mezi dvěma hřídeli